# Код апокаліпсису
«Код Апокаліпсису» — художній фільм Вадима Шмельова за сценарієм Вадима Шмельова та Дениса Каришева.
Фільм став однією з великих комерційних невдач російського кінематографа в 2007 році. При бюджеті близько 15 мільйонів доларів фільм зміг зібрати в прокаті лише близько 8,5 мільйонів.

## Зміст
Терорист N1 Джаффад Бен Зайіді викрав із затонулого американського підводного човна чотири ядерні боєголовки, заховавши їх в найбільших мегаполісах світу. Заряд активується одинадцятизначним кодом, дізнатися який можна лише зібравши воєдино цифри, відомі трьом наближеним Джаффада, яких ніхто не бачив в обличчя. Але терориста вбивають за дивних обставин, а його колишній напарник на прізвисько Кат має намір привести бомби в дію. По його сліду пускаються об'єднані сили ФСБ і ЦРУ, чий агент Марі кілька років тому проникла в угрупування Джаффада.

## Ролі
| Актор                   | Роль                                                               |
| ----------------------- | ------------------------------------------------------------------ |
| Анастасія Заворотнюк    | Марі (Дарина)                                                      |
| Венсан Перес            | Луї Дев'є                                                          |
| Володимир Меньшов       | Харитонов, генерал Російських спецслужб                            |
| Оскар Кучера            | Антон, помічник Марі (Дар'ї)                                       |
| Олексій Серебряков      | Сергій, співробітник спецпідрозділу, колега і коханий Марі (Дар'ї) |
| Олег Штефанко           | -                                                                  |
| Олександр Тютін         | Микола Петрович, директор ФСБ                                      |
| Сергей Газаров          | -                                                                  |
| Борис Токарев           | -                                                                  |
| Георгій Тесля-Герасимов | співробітник ФСБ                                                   |
| Анжеліка Асланян        | -                                                                  |

### Озвучування
| Актор          | Роль      |
| -------------- | --------- |
| Сергій Бурунов | Луї Дев'є |

## Технічні дані
- Виробництво:
  - Студія «Top Line Group (Росія)», «BS Graphis Production (Росія)», «Центральна телерадіостудія Міністерства оборони України (Україна)», «Koloss Productions (Франція)», «CRG International S.n.c. Films Production Services (Італія)», «Alligator Reklamefilm (Норвегія)» «Salon Films (Малайзія)»
- Художній фільм, кольоровий.
- Обмеження за віком: до 13 років.
- Носій: кіноплівка 35 мм.
- Формат кадру: S 35-2.35 (звичайний)
- Звук: Dolby Digital 5.1

- Перший показ у кінотеатрі: 4 жовтня 2007 року

## Цікаві факти про фільм
- Робоча назва фільму — «Красива» (оперативний псевдонім агента ФСБ, у виконанні Анастасії Заворотнюк).
- Крім Франції, Італії, Норвегії, Малайзії і України, зйомки планувалися в Лос-Анджелесі і Гавані. В остаточний варіант сценарію ці сцени не ввійшли і зйомки були скасовані.
- Режисер фільму Вадим Шмельов під час вибору натури для зйомок налітав на літаку більше 200 годин.
- На Паризькій вулиці Ампер вночі знімали погоню. Щоб додати світла, на будинках розвісили гігантські гелієві кулі, і місцеві жителі з подивом виходили на балкони, щоб помилуватися фантастичним виглядом. Автомобільні трюки в цій сцені ставила команда каскадерів, що працювала в фільмі «Таксі».
- Під Флоренції в президентському люксі шикарного готелю The Westin Excelsior під час зйомок спрацювала протипожежна сигналізація, зреагувавши на потужний світловий прилад, що стояв у коридорі. У підсумку залило три поверхи готелю разом з безцінними гобеленами, картинами і антикварними меблями. Вода з балконів стікала прямо на вулицю. Тільки одна кімната залишилася сухою, тому що члени групи заткнули щілину під дверима одягом і сорок хвилин відсмоктували воду пилососом, щоб не відміняти зйомки. Через два дні в цьому номері поселився Сільвіо Берлусконі.
- Новий образ спецагента — стрижку і грим — для Анастасії Заворотнюк розробив Арно Сольдуран, особистий стиліст Шерон Стоун.
- Під час зйомок у Парижі довелося на день перекрити одну з центральних вулиць, а на площі de la Concorde — поставити 25-ти метровий підйомний кран.
- Фільм був спародіював у телепередачі «Велика різниця».

## Знімальна група
- Режисер — Вадим Шмельов
- Сценарист — Вадим Шмельов, Денис Каришев
- Продюсер — Сергій Баженов, Сергій Грибков, Аркадій Данилов, Маріанна Балашова, Марина Капустіна, Іраклі Карбо
- Композитор — Дмитро Даньков

## Касові збори
Під час показу в Україні, що розпочався 4 жовтня 2007 року, протягом перших вихідних фільм демонстрували на 41 екрані, що дозволило йому зібрати $118,927 і посісти 2 місце в кінопрокаті того тижня. Фільм опустився на третю сходинку українського кінопрокату наступного тижня, хоч демонструвався на 41 екрані і зібрав за ті вихідні ще $78,863. Загалом фільм в кінопрокаті України пробув 4 тижні і зібрав $366,649, посівши 47 місце серед найбільш касових фільмів 2007 року.